# Charles Wort
Charles Wort (1993) è un ex giocatore di football americano britannico naturalizzato statunitense che ha giocato come wide receiver.